# Platja de Port Saplaya Nord
La platja de Port Saplaya Nord està ubicada al nord de Port Saplaya, al municipi d'Alboraia (València, Espanya). Està separada de la platja de Port Saplaya Sud per l'entrada del port d'aquesta urbanització. És una platja oberta, protegida dels vents de ponent per la urbanització, i les aigües solen presentar un aspecte net. Compta amb un bon nombre de serveis. La temporada de bany va del 10 de juny al 10 de setembre.